# Motorsteuerung

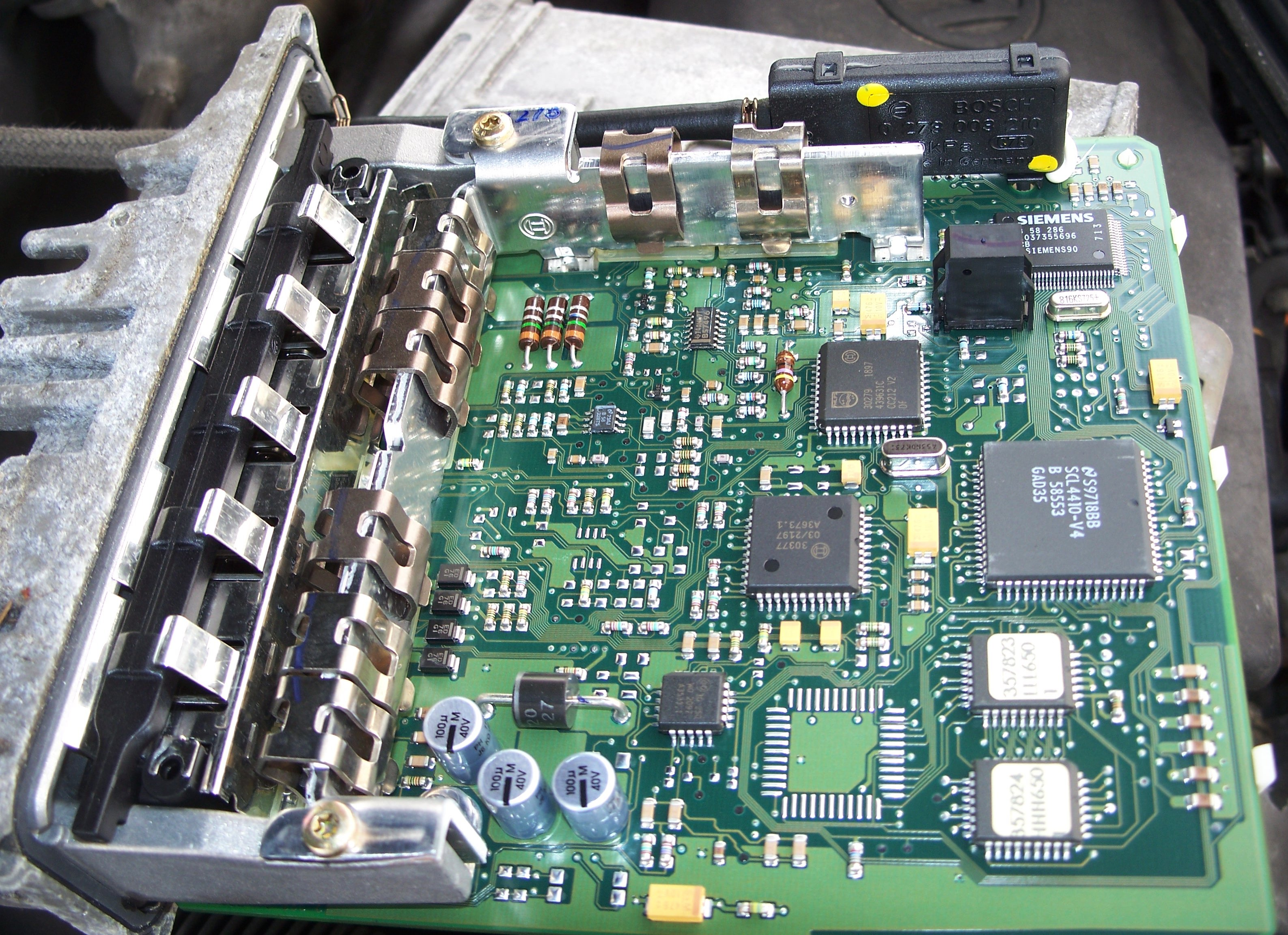
Innenansicht einer Motorsteuerung des VW Golf III

Eine Motorsteuerung (auch Motorsteuergerät; englisch Engine Control Unit, ECU) ist eine für einen bestimmten Motortyp entwickelte Elektronik (Steuergerät), welche die Steuerung, Regelung und Überwachung von Motorfunktionen übernimmt.
Frühe Motorsteuerungen waren Analogrechner, die eine elektronische Kraftstoffeinspritzung realisierten. Das erste in Serienwagen eingebaute Gerät war 1957 der Bendix Electrojector, der sich aber nicht bewährte. Bendix verkaufte das System an Bosch, die es zur Bosch-D-Jetronic weiterentwickelten. Sie wurde ab 1967 in Serienfahrzeuge eingebaut, etwa den VW 1600 LE.
Moderne Motorsteuergeräte arbeiten mit digitalen Mikroprozessoren oder Mikrocontrollern. Auch Systeme mit mehreren CPUs sind durchaus üblich. Sie steuern den Zündzeitpunkt und regeln Einspritzmenge und -zeitpunkt. Dazu nutzen sie unter anderem Informationen über Temperaturen, Drehzahl, Last und Sauerstoffgehalt im Abgas, die von Sensoren gemessen werden.

## Abgrenzung
Der Begriff Motorsteuerung wird vor allem im Zusammenhang mit dem Ottomotor verwendet. Dabei tragen die Geräte der Robert Bosch GmbH den Markennamen Motronic. Die sehr ähnliche Motorsteuerung für den Dieselmotor wird unter Electronic Diesel Control behandelt.
Fahrzeuge mit Hybridantrieb haben meist je eine Steuerung für den Verbrennungsmotor und eine Steuerung für die elektrische Maschine.

## Grundlagen und Aufbau
Bei aktuellen Verbrennungsmotoren werden mit dem Motorsteuergerät die Verbrennungsabläufe im Motor so gesteuert und kontrolliert, dass das gewünschte Motorverhalten erreicht wird. In Abhängigkeit vom Anwendungsbereich müssen unterschiedliche Anforderungen vom Motorsteuergerät erfüllt werden. Zum Beispiel die Erreichung des optimalen Wirkungsgrades bei Stationärmotoren (z. B. BHKW), größtmögliche Motorausfallsicherheit bei Flugmotoren oder Einhaltung der gültigen Abgasnorm im Automobilbereich (siehe auch: Lambdaregelung). Hierzu muss das Motorsteuergerät synchron zum innermotorischen Prozess alle Stellsignale berechnen und ausgeben. Das gilt besonders für die Luftmasse im Zylinder, die Kraftstoffeinspritzung und die Steuerung des Zündzeitpunkts bis zur Regeneration/Reinigung der Abgasanlage. Motorsteuergeräte können über 200 Anschlüsse (analoge und digitale I/O-Schnittstellen) aufweisen.
Bei großen Verbrennungsmotoren können darüber hinaus auch mehrere Motorsteuergeräte nach dem Master-Slave Prinzip eingesetzt werden. Hierbei wird der erheblich größeren Anzahl an Sensoren und Aktoren Rechnung getragen (zum Beispiel für Einspritz- und Zündsystem pro Zylinder aber auch Luft- und Lambdasensoren bei mehrflutigen Systemen)
Typische Eingangssignale der Motorsteuerung sind:
- Kurbelwellensensor und Nockenwellensensor für die Synchronisation von Verbrennungsmotor und Motorsteuergerät,
- Luftdrucksensor, Luftmassensensor und Elektrische Drosselklappe für die Berechnung der Ladeluftmasse,
- Ladedruck bei Aufladung (Turbolader),
- Zündzeitpunkt (bei fremdgezündeten Verbrennungsmotoren),
- Lambdasonde für das Gemischverhältnis und die katalytische Abgasreinigung sowie die Abgasrückführung,
- variabler Ventiltrieb die Öffnungs- und Schließ(kurbelwellen)winkel der Ein- und Auslassventile,
- Klopfsensor,
- barometrischer Umgebungs-Luftdruck,
- Kraftstoffdrucksignal,
- Temperatur der angesaugten Luft,
- Temperatur der Motorkühlflüssigkeit,
- Temperatur und Druck des Motoröls.

Weitere Eingangssignale werden durch den Fahrer erzeugt, zum Beispiel:
- Gaspedalwinkel/-weg (Fahrpedalweg),
- Kupplungspedal-Schalter,
- Bremssignal-Schalter,
- Fahrgeschwindigkeits-Regelungssystem (Tempomat).

Typische Ausgangssignale der Motorsteuerung sind:
- Ansteuerung der Einspritzventile,
- Aktivierung der Zündung,
- Ansteuerung des Drosselklappenstellers,
- Ansteuerung des Abgasrückführungsventils,
- Ansteuerung des Turboladers (Waste Gate oder VTG),
- Nockenwellenverstellung,
- Kraftstoffpumpe.

Diagramm zur Funktionsweise eines Fahrzeugsteuergeräts

Moderne Motorsteuerungen werden mit Mikrocontrollern, wie zum Beispiel dem Infineon TriCore, realisiert. Sie können in Echtzeit die benötigten Berechnungen genügend schnell und genau anstellen. Der Mikrocontroller hat Zugriff auf internen oder externen Speicher (RAM, ROM und Flash-Speicher). Bei den üblichen Stückzahlen verwendet man zusätzlich auch ASICs um den Mikrocontroller zu entlasten. Vorteilhaft kann aber auch sein, Motorsteuerungen mit FPGAs zu ergänzen, da diese einige digitale Funktionen schneller ausführen können als der Mikrocontroller. Gleichzeitig sind FPGAs in ihrer Anwendung flexibel und können durch die Software neu konfiguriert werden. Sie sind aber nicht kostenneutral und darum bei geringen Stückzahlen sinnvoll einsetzbar. Eine Besonderheit von Motorsteuergeräten ist, dass die darauf zyklisch ablaufenden Programme nicht alle zu festen Zeitintervallen ablaufen, sondern einige auch synchron zur Motordrehzahl, bzw. zur Kurbelwellenposition, zum Beispiel zur Berechnung des Zündzeitpunkts.
Charakteristisch für einen Motorsteuerungscomputer ist die integrierte Schnittstelle für analoge und digitale Eingangssignale von Sensoren und Ausgangssignale für Aktoren. Für die On-Board-Diagnose im Automobilbereich gibt es eine separate, vorgeschriebene und genormte Schnittstelle (K-Leitung), um mit geeigneten Geräten die Fehlerspeicher auslesen zu können. Das Motorsteuergerät ist über den CAN-Bus oft mit weiteren Steuergeräten, wie zum Beispiel Getriebesteuerung, Antiblockiersystem (ABS), Elektronischem Stabilitätsprogramm (ESP), Kombiinstrument und Klimaanlage im Fahrzeug oder aber mit übergeordneten SPS-Steuerungen in stationären Anwendungen vernetzt.
Motorsteuergeräte sind im Automobilbereich oftmals nicht Steuerungen, sondern Regelungen, das heißt, sie haben geschlossene Regelkreise, weil der mit einem Sensor gemessene IST-Zustand mit einem berechneten SOLL-Zustand verglichen wird (Rückkopplung) und über einen Aktuator dann die Abweichung im geschlossenen Regelkreis minimiert wird. Man bezeichnet die Software in der Motorsteuerung auch als elektronisches Motormanagement. Bei stationären Anwendungen (z. B. BHKW) können Regelkreise, die nicht synchron zur Kurbelwelle arbeiten auch außerhalb der Motorsteuerung liegen.
Das Motorsteuergerät ist im Fahrzeug zumeist an geschützter Stelle an der Motorspritzwand bzw. oftmals zum Innenraum eingebaut (unter dem Armaturenbrett). Ein Motorsteuergerät gehört (nach Austauschmotor und -getriebe) meist zu den teuersten Ersatzteilen eines Autos. Dies liegt vor allem daran, dass das Steuergerät unter schwierigen Betriebsbedingungen, wie zum Beispiel ein sehr großer Temperaturbereich, Vibrationen vom Motor und Erschütterungen durch den Straßenzustand sowie Über- und Unterspannung, einwandfrei funktionieren soll. Es kann oft auch im Austausch geliefert oder repariert werden.

## Funktionsübersicht
Das Motorsteuergerät ist eines der wichtigsten Steuergeräte eines Kraftfahrzeuges. Es übernimmt die notwendigen Berechnungen zum Betrieb des Motors im Fahrzeug.

### Kraftstoffeinspritzung
Die Kraftstoffeinspritzung stellt unter Berücksichtigung hinterlegter Verbrauchskennfelder die richtige Kraftstoffmenge zum richtigen Zeitpunkt sicher. Die Berechnung benötigt unter anderem die Gaspedalstellung, die Drehzahl, den Kurbelwellenwinkel, die verfügbare Verbrennungsluft und das Signal der Lambdasonde. Die Lambdaregelung soll ein passendes Verhältnis von Kraftstoff und Luft einstellen, um den 3-Wege-Katalysator optimal betreiben zu können.

### Ansteuerung der Drosselklappe
Der frühere Bowdenzug ist heute durch das elektronische Gaspedal (E-Gas) ersetzt. Über einen Winkelgeber kann die Drosselklappenstellung an die Motorsteuerung zurückgemeldet werden.

### Zündung
Die in einem separaten Artikel beschriebene Zündung entflammt das Luft-/Kraftstoffgemisch.

### Ladedruckregelung
Wird der Motor mit einem Turbolader aufgeladen, so muss der Ladedruck geregelt werden. Dazu misst die Motorsteuerung den Ladedruck und öffnet bei Bedarf ein Ventil (Wastegate).

### Regelung der Leerlaufdrehzahl
Die Leerlaufdrehzahlregelung passt die Luft- und Kraftstoffmenge so an, dass eine konstante Drehzahl gehalten wird.

### Weitere Funktionen
- Steuergeräte-Eigendiagnose,
- On-Board-Diagnose (OBD) für emissions-beeinflussende Bauteile (zum Beispiel Einspritzventile, Lambdasonden, Katalysatoren, Partikelfilter),
- Elektronisch abgeregelte Höchstgeschwindigkeit
- Nockenwellenverstellung (kann bei komplexen Systemen über ein eigenes Steuergerät erfolgen),
- Abgasrückführregelung,
- Katalysator-Heizung,
- Generatorerregung,
- Zusammenspiel mit Klimaanlage, Kupplung des Klimakompressors
- Zusammenspiel mit Bedarfen der Servolenkung (hydraulische Servolenkungspumpe über Riemen, elektromechanische Servolenkung über Generator)
- Lüftersteuerung
- Tankentlüftung
- Motor- und Bauteilschutz.